# Ol-Hanstjärnen, Härjedalen
Ol-Hanstjärnen är en sjö i Härjedalens kommun i Härjedalen och ingår i Ljusnans huvudavrinningsområde. Sjön har en area på 0,0554 kvadratkilometer och ligger 591,1 meter över havet.

## Delavrinningsområde
Ol-Hanstjärnen ingår i det delavrinningsområde (688713-138229) som SMHI kallar för Mynnar i Lofsen. Medelhöjden är 607 meter över havet och ytan är 29,35 kvadratkilometer. Räknas de 3 avrinningsområdena uppströms in blir den ackumulerade arean 71,21 kvadratkilometer. Glötan som avvattnar avrinningsområdet har biflödesordning 3, vilket innebär att vattnet flödar genom totalt 3 vattendrag innan det når havet efter 300 kilometer. Avrinningsområdet består mestadels av skog (75 procent) och sankmarker (11 procent). Avrinningsområdet har 0,21 kvadratkilometer vattenytor vilket ger det en sjöprocent på 0,7 procent.